# Jan de Bont
Jan de Bont  (ur. 22 października 1943 w Eindhoven) – holenderski reżyser, operator i producent filmowy.

## Filmografia

### reżyser
- Speed: Niebezpieczna prędkość (Speed, 1994)
- Twister (1996)
- Speed 2: Wyścig z czasem (Speed 2: Cruise Control, 1997)
- Nawiedzony – niektóre domy rodzą się złe (The Haunting, 1999)
- Lara Croft Tomb Raider: Kolebka życia (Lara Croft Tomb Raider: The Cradle of Life, 2003)
- Meg (2008)
- Stopping Power (2009)

### scenarzysta
- Speed 2: Wyścig z czasem (Speed 2: Cruise Control, 1997)

### producent
- Speed 2: Wyścig z czasem (Speed 2: Cruise Control, 1997)
- Equilibrium (2002)
- Raport mniejszości (Minority Report, 2002)
- The uelist (2007)
- Meg (2008)

### operator filmowy
- Ik kom wat later naar Madra(inne języki) (1965)
- Body and Soul (1966)
- Paranoia (1967)
- De Blanke Slavin(inne języki) (1969)
- Baby in de boom  (1969)
- Zapaśnik (Worstelaar, De, 1970)
- Een Winterliefde  (1970)
- De Worstelaar (1970)
- Biznes to biznes(inne języki) (Wat zien ik?, 1971)
- Blue Movie(inne języki) (1971)
- João en het mes(inne języki) (1972)
- Tureckie owoce (Turks fruit, 1973)
- Namiętność Kate(inne języki) (Keetje Tippel, 1975)
- Max Havelaar of de koffieveilingen der Nederlandsche handelsmaatschappij(inne języki)  (1976)
- Formula uno, febbre della velocità  (1978)
- Night Warning (1981)
- Roar (1981)
- Szybciej tańczyć nie umiem(inne języki) (I'm Dancing as Fast as I Can, 1982)
- Wszystkie właściwe posunięcia (All the Right Moves, 1983)
- Sadat (1983)
- Czwarty człowiek (Vierde man, De, 1983)
- Pies (Cujo, 1983)
- Amerykańska marzycielka(inne języki) (American Dreamer, 1984)
- Klejnot Nilu (The Jewel of the Nile, 1985)
- Ciało i krew (Flesh & Blood, 1985)
- Bezlitośni ludzie (Ruthless People, 1986)
- Klan niedźwiedzia jaskiniowego (The Clan of the Cave Bear, 1986)
- Leonard, część 6(inne języki) (Leonard Part 6, 1987)
- Kim jest ta dziewczyna? (Who's That Girl?, 1987)
- Szklana pułapka (Die Hard, 1988)
- Czarny deszcz (Black Rain, 1989)
- Opowieści z krypty (Tales from the Crypt, 1989-1996)
- Polowanie na Czerwony Październik (The Hunt for Red October, 1990)
- Linia życia (Flatliners, 1990)
- Parker Kane(inne języki) (1990)
- Światło w mroku(inne języki) (Shining Through, 1992)
- Nagi instynkt (Basic Instinct, 1992)
- Zabójcza broń 3 (Lethal Weapon 3, 1992)